# Jordan Richards
Jordan Richards (Sacramento, 21 gennaio 1993) è un giocatore di football americano statunitense che milita nel ruolo di strong safety per i Baltimore Ravens della National Football League (NFL).

## Biografia

### New England Patriots
Dopo avere giocato al college a football alla Stanford University, Richards fu scelto nel corso del secondo giro (64º assoluto) del Draft NFL 2015 dai New England Patriots. Debuttò come professionista subentrando nella vittoria del primo turno contro i Pittsburgh Steelers. La sua stagione da rookie si concluse con 20 tackle e un fumble forzato in 14 presenze, 2 delle quali come titolare.
Il 5 febbraio 2017 Richards vinse il Super Bowl LI contro gli Atlanta Falcons ai tempi supplementari (prima volta nella storia del Super Bowl) con il punteggio di 34-28.

### Atlanta Falcons
Nel 2018 Richards firmò con gli Atlanta Falcons.

## Palmarès

### Franchigia
- Super Bowl : 1

New England Patriots: LI
- American Football Conference Championship: 2

New England Patriots: 2016, 2017

## Statistiche
| Partite totali      | 14  |
| Partite da titolare | 2   |
| Tackle totali       | 20  |
| Sack                | 0,0 |
| Intercetti          | 0   |
| Fumble forzati      | 1   |

Statistiche aggiornate alla stagione 2015